# Tequila Sauza
Tequila Sauza — марка текилы, производимая в муниципалитете Текила (штат Халиско) с 1873 года, когда дон Сенобио Сауза основал винокурню  La Perseverancia (с исп. — «Трудолюбие»). В настоящее время (с 2014) производится компанией Sauza Tequila Import Company, которая принадлежит ТНК Beam Suntory со штаб-квартирой в Чикаго (штат Иллинойс).

## История
В 1873 году дон Сенобио Сауза основал предприятие по производству текилы Sauza на своей винокурне La Perseverancia в городе Текила. Он был первым дистиллятором, назвавшим напиток, получаемый из голубой агавы, «текилой» (именем своего города), и первым, кто наладил экспорт этого напитка в Соединенные Штаты Америки. Его сын, дон Эладио Сауза, родился в Текиле в 1883 году. После смерти отца в 1909 году, он продолжил семейное дело, и сумел расширить бизнес, открыв филиалы в Монтеррее, Мехико и концессию в Испании. В 1931 году сын дона Эладио Саузы, дон Франсиско Хавьер Сауза взял на себя управление бизнесом и продолжил семейное дело, расширив дистрибуцию, и добившись репутации своего продукта как одной из самых качественных текил в мире. К 1970-м годам спрос на текилу вырос во всем мире. Компания Sauza установила партнерские отношения с ведущим испанским производителем коньяка Pedro Domecq. Эти отношения в конечном итоге привели к полного слияния компании Sauza с Педро Домеком в 1988 году. Компания Педро Доменик была приобретена в 1994 году Allied Domecq. В 2005 году компания Pernod Ricard приобрела Allied Domecq, в дальнейшем марка текилы Sauza была продана американской компании Fortune Brands, в октябре 2011 года была выделена дочерняя компания Beam Inc. В апреле 2014 года Suntory приобрела Beam Inc. примерно за 16 млрд долларов США и переименовала её в Beam Suntory. Акции компании торгуются на Токийской фондовой бирже. Текила Сауза до сих пор перегоняется на винокурне La Perseverancia , в соответствии с мексиканским законодательством.